# 宮崎吉政

1965年5月、ホテル・オークラにて

宮崎 吉政（みやざき よしまさ、1915年〈大正4年〉8月8日 - 2006年〈平成18年〉3月3日）は、日本のジャーナリスト、政治評論家。

## 経歴
北海道札幌市出身。札幌一中（現北海道札幌南高等学校）では板垣武四（後の札幌市長）と同期だった。早稲田大学を卒業後、読売新聞政治部記者、論説委員などを経て、政治評論家となった。「FNNニュース」のキャスターも歴任。読売新聞政治部次長時代の部下には、後の衆議院議員・伊藤宗一郎がいた。
2006年（平成18年）、心不全のため死去。享年90。

## 著書
- 『実録政界二十五年』 （読売新聞社、1970年）
- 『宰相 佐藤栄作』 （原書房、1980年）
- 『No.2の人 自民党幹事長』 （講談社、1981年）
- 『日本宰相列伝19 鳩山一郎』（時事通信社、1985年）
- 『政治は人の心を　釣りによせた政治随想』（サイマル出版会、1987年）
- 『政界一万八千日 宮崎日記 （上・下）』 （行研出版局、1989年－1993年）。ISBN 4905786789/ISBN 4905786975